# W żłobie leży

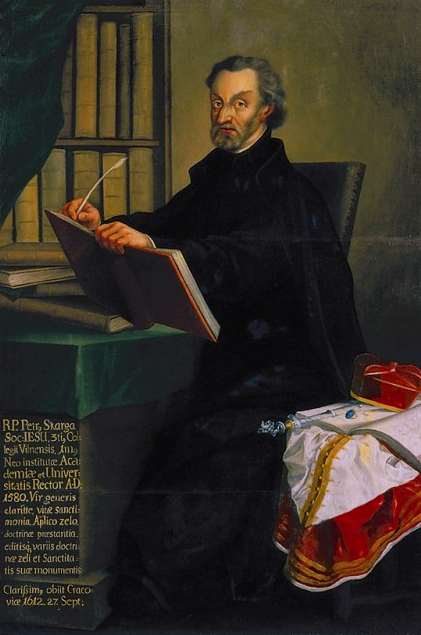
Piotr Skarga (1536 – 1612)

W żłobie leży (= “Giace in una/nella mangiatoia”) è un tradizionale canto natalizio polacco, il cui testo è attribuito a Piotr Powęski, meglio conosciuto come Piotr Skarga (1536 – 1612), anche se l'origine potrebbe anche essere più antica. La melodia utilizzata è invece del XVII – XVIII secolo, utilizzata in origine per l'incoronazione di Re Vladislavo IV.
La prima pubblicazione fu in una raccolta uscita a Cracovia nel 1838  e curata da Michał M. Mioduszewski.

## Testo
Il testo, di carattere religioso, parla della Nascita di Gesù e si compone di quattro strofe, di nove versi ciascuna:
W żłobie leży, 

któż pobieży 

kolędować Małemu 

Jezusowi 
Chrystusowi, 

dziś nas zesłanemu? 

Pastuszkowie, przybywajcie, 

Jemu wdzięcznie przygrywajcie, 

jako Panu naszemu.
My zaś sami 

z piosneczkami 

za wami pośpieszymy, 

a tak Tego 

Maleńkiego 

niech wszyscy zobaczymy: 

Jak ubogo narodzony, 

płacze w stajni położony, 

więc Go dziś ucieszymy.
Naprzód tedy 

niechaj wszędy 

zabrzmi świat w wesołości, 

że posłany 

nam jest dany 

Emmanuel w niskości. 

Jego tedy przywitajmy, 

z Aniołami zaśpiewajmy: 

Chwała na wysokości!
Witaj Panie, 

cóż się stanie, 

że rozkosze niebieskie 

opuściłeś, 

a zstąpiłeś 

na te niskości ziemskie? 

Miłość moja to sprawiła, 

że człowieka wywyższyła 

pod nieba Empirejskie.

## Versioni in lingua inglese

### Infant Holy, Infant Lowly
Il brano ha avuto vari adattamenti in lingua inglese. L'adattamento più comune è Infant Holy, Infant Lowly (= “Bambino santo, bambino umile”), scritto nel 1925 da Edith Margaret Gellibrand Reed (1885 – 1933), che ha curato anche l'arrangiamento, e pubblicato in Carols for Choirs (vol. 1) e in 100 Carols for Choirs.
Infant holy,

Infant lowly,

For His bed a cattle stall;

Oxen lowing,

Little knowing

Christ the Babe is Lord of all.

Swift are winging

Angels singing,

Nowells ringing,

Tidings bringing,

Christ the Babe is Lord of all.
Flocks were sleeping,

Shepherds keeping

Vigil till the morning new,;

Saw the glory,

Heard the story,

Tidings of a Gospel true.

Thus rejoicing,

Free from sorrow,

Praises voicing,

Greet the morrow,

Christ the Babe was born for you!

### Altre versioni
Altre versioni in lingua inglese sono Jesus Holy, Born So Lowly (di Walter Ehret, 1963) e Stars Were Gleaming (di autore anonimo).

## Versioni in altre lingue
Esiste anche una versione in spagnolo, a cura di Pablo Filós

## Versioni discografiche
Nella versione originale in lingua polacca, il brano, è stato inciso, tra gli altri, da: Hanna Banaszak, Agata Gajczak, Anna Maria Jopek, Mietek Szcześniak, ecc.
Nella versione inglese Infant Holy, Infant Lowly, è stato inciso, invece, da: Steven Anderson, Kathleen Battle, Rob Blaney, The Cowntdown Kids, Lorie Line, National Philharmonic Orchestra, ecc.